# 멕시카나 항공의 운항 노선
아래는 멕시카나 항공의 취항지 목록이다. (2010년 1월 기준)
본 항공사는 2010년 8월 28일에 자회사와 동시에 파산되면서 사실상 소멸되고 말았다.

## 운항 노선

### 아메리카
카리브해
- 쿠바
  - 아바나 – 호세 마르티 국제공항

중앙아메리카
- 코스타리카
  - 산호세 – 후안 산타마리아 국제공항
- 엘살바도르
  - 산살바도르 – 쿠스카틀란 국제공항
- 과테말라
  - 과테말라 시티 – 라오로라 국제공항
- 파나마
  - 파나마 시티 – 토쿠맨 국제공항

북아메리카
- 캐나다
  - 캘거리 – 캘거리 국제공항
  - 몬트리올 – 몬트리올 피에르 엘리오트 트뤼도 국제공항
  - 토론토 – 토론토 피어슨 국제공항
  - 밴쿠버 – 밴쿠버 국제공항

- 멕시코
  - 캉쿤 – 캉쿤 국제공항 허브
  - 과달라하라 – 돈 미겔 이달고 유 코스트리아 국제공항 허브
  - 멕시코 시티 – 멕시코시티 국제공항 허브
  - 툭스틀라 – 앤젤 알피노 코즈 국제공항

- 미국
  - 시카고 – 오헤어 국제공항 포커스 시티
  - 댈러스/포트워스 – 댈러스 포트워스 국제공항
  - 덴버 – 덴버 국제공항
  - 라스베이거스 – 매케런 국제공항
  - 로스앤젤레스 – 로스앤젤레스 국제공항
  - 마이애미 – 마이애미 국제공항
  - 뉴욕 – 존 F. 케네디 국제공항
  - 오클랜드 – 오클랜드 국제공헝
  - 올랜도 – 올랜도 국제공항
  - 샌안토니오 – 샌안토니오 국제공항
  - 샌프란시스코 – 샌프란시스코 국제공항
  - 산호세 – 산호세 국제공항
  - 워싱턴 D.C. – 워싱턴 덜레스 국제공항

남아메리카
- 아르헨티나
  - 부에노스 아이레스 – 미니스토로 피스타리니 국제공항
- 콜롬비아
  - 보고타 – 엘도라도 국제공항

## 과거 취항지
카리브해
- 도미니카공화국 - 산토도밍고
- 자메이카 - 킹스턴
- 푸에르토리코 - 산후안

중앙아메리카
- 니카라과 - 마나과

유럽
- 스페인 - 마드리드
- 영국 - 런던(개트윅)

북아메리카
- 캐나다 - 에드먼턴
- 멕시코 - 아과스칼리엔테스, 시우다드후아레스, 쿨리아칸, 나후아토, 에르모시요, 이스픽스, 마사틀란, 미나트아탄, 메히칼리, 몬테레이, 모렐리아, 탐피코, 타파출라, 티후아나, 툭스판, 우루아판, 베라크루즈(코아트사코알토스), 사카테카스
- 미국 - 베이커스필드, 볼티모어, 샬롯(더글러스), 시카고(미드웨이), 클리블랜드, 덴버(스테이플), 엘파소, 프레스노, 캔자스시티, 뉴어크[1], 필라델피아, 포틀랜드, 새크라멘토, 세인트루이스

남아메리카
- 브라질 - 상파울루
- 칠레 - 산티아고
- 에콰도르 - 과야킬, 키토
- 페루 - 리마
- 베네수엘라 - 카라카스